# 沃辛頓 (印第安納州)
沃辛頓（英語：Worthington）是一個位於美國印地安納州格林縣的城鎮。

## 人口
根據2010年美國人口普查的數據，沃辛頓的面積為2.00平方千米，當中陸地面積為2.00平方千米，而水域面積為0.00平方千米。當地共有人口1463人，而人口密度為每平方千米732人。